# Herrarnas turnering i volleyboll vid olympiska sommarspelen 2024
Herrarnas turnering i volleyboll vid olympiska sommarspelen 2024 var den sextonde upplagan av turneringen och spelades 27 juli till 10 augusti i Paris,  Frankrike som del av olympiska sommarspelen 2024. I turneringen deltog tolv landslag. Frankrike vann turneringen för andra gången i rad genom att besegra Polen i finalen. USA kom trea.. Earvin N'Gapeth utsågs till mest värdefulla spelare.

## Kvalificering
Kvalificerade för turneringen var värdlandet Frankrike, sex lag baserat på att de tillhört de två främsta lagen vid de tre kvalturneringen som fanns samt fem lag baserat på deras plats på FIVB:s världsranking med hänsyn tagen till att alla kontinentförbund skulle representeras..

## Arenor
|                                                                      |  |  |
|                                                                      |  |  |
| Paris Expo Porte de Versailles Stad: Paris Kapacitet: - Öppnad: 1923 |  |  |

## Regelverk

### Format
Tävlingen genomfördes med gruppspel följt av slutspel:
- I gruppspelsrundan delades lagen in i tre grupper om fyra lag. Alla lag mötte alla andra lag i sin grupp en gång. De två främsta lagen i varje grupp samt de två bästa treorna gick vidare till slutspelsrundan.
- Slutspelsrundan genomfördes i cupformat med kvartsfinaler, semifinaler, match om tredjepris och final. Dessa genomfördes alla i form av en direkt avgörande match.[4].

### Metod för att bestämma tabellplacering
Om slutresultatet blev 3-0 eller 3-1 tilldelades 3 poäng till det vinnande laget och 0 till det förlorande laget, om slutresultatet blev 3-2 tilldelades 2 poäng till det vinnande laget och 1 till det förlorande laget.
Lagens position i respektive grupp bestämdes utifrån (i tur och ordning):
- Antal vunna matcher
- Poäng;
- Kvot vunna/förlorade set
- Kvot vunna/förlorade bollpoäng;
- Inbördes möten.

## Deltagande lag
| Lag       | Turnering                 | Deltog senast       |
| --------- | ------------------------- | ------------------- |
| Argentina | 8:a FIVB:s världsranking  | Tokyo 2020          |
| Brasilien | 2:a kval (grupp A)        | Tokyo 2020          |
| Kanada    | 2:a kval (grupp C)        | Tokyo 2020          |
| Egypten   | 19ª FIVB:s världsranking  | Rio de Janeiro 2016 |
| Frankrike | Värdland                  | Tokyo 2020          |
| Tyskland  | 1:a kval (grupp A)        | London 2012         |
| Japan     | 2:a kval (grupp B)        | Tokyo 2020          |
| Italien   | 4:a FIVB:s världsranking  | Tokyo 2020          |
| Polen     | 1:a kval (grupp C)        | Tokyo 2020          |
| Serbien   | 10:a FIVB:s världsranking | London 2012         |
| Slovenien | 3:a FIVB:s världsranking  | Debut               |
| USA       | 1:a kval (grupp B)        | Tokyo 2020          |

## Turneringen

### Gruppspel
| Grupp A   | Grupp B   | Grupp C   |
| --------- | --------- | --------- |
| Kanada    | Brasilien | Argentina |
| Frankrike | Egypten   | Tyskland  |
| Serbien   | Italien   | Japan     |
| Slovenien | Polen     | USA       |

#### Grupp A

##### Resultat
| 28 juli 2024 Paris Expo Porte de Versailles, Paris Speltid: 2:00 - Åskådare: 9 372   | Frankrike | 3 - 2 | Serbien   | 23-25, 25-17, 25-17, 21-25, 15-6  |
| 28 juli 2024 Paris Expo Porte de Versailles, Paris Speltid: 1:59 - Åskådare: 9 381   | Slovenien | 3 - 1 | Kanada    | 25-21, 25-20, 20-25, 25-21        |
| 30 juli 2024 Paris Expo Porte de Versailles, Paris Speltid: 1:21 - Åskådare: 9 138   | Slovenien | 3 - 0 | Serbien   | 25-21, 25-19, 25-19               |
| 30 juli 2024 Paris Expo Porte de Versailles, Paris Speltid: 1:19 - Åskådare: 9 365   | Frankrike | 3 - 0 | Kanada    | 25-20, 25-21, 25-17               |
| 2 augusti 2024 Paris Expo Porte de Versailles, Paris Speltid: 2:23 - Åskådare: 9 505 | Frankrike | 2 - 3 | Slovenien | 20-25, 23-25, 27-25, 25-22, 11-15 |
| 3 augusti 2024 Paris Expo Porte de Versailles, Paris Speltid: 2:12 - Åskådare: 9 398 | Kanada    | 2 - 3 | Serbien   | 25-16, 25-22, 24-26, 19-25, 16-18 |

##### Sluttabell
| Pos. | Lag       | Pt | G | V | P | VS | FS | Kvot  | VP  | FP  | Kvot  |
| ---- | --------- | -- | - | - | - | -- | -- | ----- | --- | --- | ----- |
| 1.   | Slovenien | 8  | 3 | 3 | 0 | 9  | 3  | 3,000 | 282 | 252 | 1,119 |
| 2.   | Frankrike | 6  | 3 | 2 | 1 | 8  | 5  | 1,600 | 290 | 260 | 1,115 |
| 3.   | Serbien   | 3  | 3 | 1 | 2 | 5  | 8  | 0,625 | 256 | 293 | 0,874 |
| 4.   | Kanada    | 1  | 3 | 0 | 3 | 3  | 9  | 0,333 | 254 | 277 | 0,917 |

      Kvalificerade för kvartsfinal

#### Grupp B

##### Resultat
| 27 juli 2024 Paris Expo Porte de Versailles, Paris Speltid: 2:03 - Åskådare: 9 485   | Italien   | 3 - 1 | Brasilien | 25-23, 27-25, 18-25, 25-21        |
| 27 juli 2024 Paris Expo Porte de Versailles, Paris Speltid: 1:20 - Åskådare: 9 408   | Polen     | 3 - 0 | Egypten   | 25-21, 25-19, 25-13               |
| 30 juli 2024 Paris Expo Porte de Versailles, Paris Speltid: 1:17 - Åskådare: 9 415   | Italien   | 3 - 0 | Egypten   | 25-15, 25-16, 25-20               |
| 31 juli 2024 Paris Expo Porte de Versailles, Paris Speltid: 2:26 - Åskådare: 9 464   | Polen     | 3 - 2 | Brasilien | 22-25, 25-19, 19-25, 25-23, 15-12 |
| 2 augusti 2024 Paris Expo Porte de Versailles, Paris Speltid: 1:09 - Åskådare: 9 407 | Brasilien | 3 - 0 | Egypten   | 25-11, 25-13, 25-16               |
| 3 augusti 2024 Paris Expo Porte de Versailles, Paris Speltid: 1:55 - Åskådare: 9 441 | Polen     | 1 - 3 | Italien   | 15-25, 18-25, 26-24, 20-25        |

##### Sluttabell
| Pos. | Lag       | Pt | G | V | P | VS | FS | Kvot  | VP  | FP  | Kvot  |
| ---- | --------- | -- | - | - | - | -- | -- | ----- | --- | --- | ----- |
| 1.   | Italien   | 9  | 3 | 3 | 0 | 9  | 2  | 4,500 | 269 | 224 | 1,201 |
| 2.   | Polen     | 5  | 3 | 2 | 1 | 7  | 5  | 1,400 | 260 | 256 | 1,016 |
| 3.   | Brasilien | 4  | 3 | 1 | 2 | 6  | 6  | 1,000 | 273 | 241 | 1,133 |
| 4.   | Egypten   | 0  | 3 | 0 | 3 | 0  | 9  | 0,000 | 144 | 225 | 0,640 |

      Kvalificerade för kvartsfinal

#### Grupp C

##### Resultat
| 27 juli 2024 Paris Expo Porte de Versailles, Paris Speltid: 2:23 - Åskådare: 9 897   | Japan     | 2 - 3 | Tyskland  | 17-25, 25-23, 25-20, 28-30, 12-15 |
| 27 juli 2024 Paris Expo Porte de Versailles, Paris Speltid: 1:18 - Åskådare: 9 464   | USA       | 3 - 0 | Argentina | 25-20, 25-19, 25-16               |
| 30 juli 2024 Paris Expo Porte de Versailles, Paris Speltid: 2:07 - Åskådare: 9 275   | USA       | 3 - 2 | Tyskland  | 25-21, 25-17, 17-25, 20-25, 15-11 |
| 31 juli 2024 Paris Expo Porte de Versailles, Paris Speltid: 1:57 - Åskådare: 9 474   | Japan     | 3 - 1 | Argentina | 25-16, 25-22, 18-25, 25-23        |
| 2 augusti 2024 Paris Expo Porte de Versailles, Paris Speltid: 1:16 - Åskådare: 9 455 | Argentina | 0 - 3 | Tyskland  | 13-25, 21-25, 21-25               |
| 2 augusti 2024 Paris Expo Porte de Versailles, Paris Speltid: 1:45 - Åskådare: 9 369 | Japan     | 1 - 3 | USA       | 16-25, 18-25, 25-18, 19-25        |

##### Sluttabell
| Pos. | Lag       | Pt | G | V | P | VS | FS | Kvot  | VP  | FP  | Kvot  |
| ---- | --------- | -- | - | - | - | -- | -- | ----- | --- | --- | ----- |
| 1.   | USA       | 8  | 3 | 3 | 0 | 9  | 3  | 3,000 | 270 | 232 | 1,164 |
| 2.   | Tyskland  | 6  | 3 | 2 | 1 | 8  | 5  | 1,600 | 287 | 264 | 1,087 |
| 3.   | Japan     | 4  | 3 | 1 | 2 | 6  | 7  | 0,857 | 278 | 292 | 0,952 |
| 4.   | Argentina | 0  | 3 | 0 | 3 | 1  | 9  | 0,111 | 196 | 243 | 0,807 |

      Kvalificerade för kvartsfinal

### Kombinerad sluttabell
| Pos. | Lag       | Pt | G | V | P | VS | FS | Kvot  | VP  | FP  | Kvot  |
| ---- | --------- | -- | - | - | - | -- | -- | ----- | --- | --- | ----- |
| 1.   | Italien   | 9  | 3 | 3 | 0 | 9  | 2  | 4,500 | 269 | 224 | 1,201 |
| 2.   | USA       | 8  | 3 | 3 | 0 | 9  | 3  | 3,000 | 270 | 232 | 1,164 |
| 3.   | Slovenien | 8  | 3 | 3 | 0 | 9  | 3  | 3,000 | 282 | 252 | 1,119 |
|      |           |    |   |   |   |    |    |       |     |     |       |
| 4.   | Frankrike | 6  | 3 | 2 | 1 | 8  | 5  | 1,600 | 290 | 260 | 1,115 |
| 5.   | Tyskland  | 6  | 3 | 2 | 1 | 8  | 5  | 1,600 | 287 | 264 | 1,087 |
| 6.   | Polen     | 5  | 3 | 2 | 1 | 7  | 5  | 1,400 | 260 | 256 | 1,016 |
|      |           |    |   |   |   |    |    |       |     |     |       |
| 7.   | Brasilien | 4  | 3 | 1 | 2 | 6  | 6  | 1,000 | 273 | 241 | 1,133 |
| 8.   | Japan     | 4  | 3 | 1 | 2 | 6  | 7  | 0,857 | 278 | 292 | 0,952 |
| 9.   | Serbien   | 3  | 3 | 1 | 2 | 5  | 8  | 0,625 | 256 | 293 | 0,874 |
|      |           |    |   |   |   |    |    |       |     |     |       |
| 10.  | Kanada    | 1  | 3 | 0 | 3 | 3  | 9  | 0,333 | 254 | 277 | 0,917 |
| 11.  | Argentina | 0  | 3 | 0 | 3 | 1  | 9  | 0,111 | 196 | 243 | 0,807 |
| 12.  | Egypten   | 0  | 3 | 0 | 3 | 0  | 9  | 0,000 | 144 | 225 | 0,640 |

      Kvalificerade för kvartsfinal

### Slutspelsrundan
|  | Kvartsfinaler | Kvartsfinaler | Kvartsfinaler |           |   | Semifinaler | Semifinaler | Semifinaler |   |                     | Final               | Final               | Final |  |
|  |               |               |               |           |   |             |             |             |   |                     |                     |                     |       |  |
|  | 1             | Italien       | 3             |           |   |             |             |             |   |                     |                     |                     |       |  |
|  | 1             | Italien       | 3             |           |   |             |             |             |   |                     |                     |                     |       |  |
|  | 8             | Japan         | 2             |           |   |             |             |             |   |                     |                     |                     |       |  |
|  | 8             | Japan         | 2             |           | 1 | Italien     | 0           |             |   |                     |                     |                     |       |  |
|  |               |               |               |           | 1 | Italien     | 0           |             |   |                     |                     |                     |       |  |
|  |               |               | 4             | Frankrike | 3 |             |             |             |   |                     |                     |                     |       |  |
|  | 4             | Frankrike     | 4             | Frankrike | 3 | 3           |             |             |   |                     |                     |                     |       |  |
|  | 4             | Frankrike     |               |           |   |             |             |             |   |                     |                     |                     |       |  |
|  | 5             | Tyskland      | 2             |           |   |             |             |             |   |                     |                     |                     |       |  |
|  | 5             | Tyskland      | 2             |           | 4 | Frankrike   | 3           |             |   |                     |                     |                     |       |  |
|  |               |               |               |           |   |             |             |             |   |                     |                     |                     |       |  |
|  |               |               | 6             | Polen     | 0 |             |             |             |   |                     |                     |                     |       |  |
|  | 3             | Slovenien     | 6             | Polen     | 0 | 1           |             |             |   |                     |                     |                     |       |  |
|  | 3             | Slovenien     |               |           |   | 1           |             |             |   |                     |                     |                     |       |  |
|  | 6             | Polen         | 3             |           |   |             |             |             |   |                     |                     |                     |       |  |
|  | 6             | Polen         | 3             |           | 6 | Polen       | 3           |             |   | Match om tredjepris | Match om tredjepris | Match om tredjepris |       |  |
|  |               |               |               |           | 6 | Polen       | 3           |             |   |                     |                     |                     |       |  |
|  |               |               | 2             | USA       | 2 |             |             |             |   |                     |                     |                     |       |  |
|  | 2             | USA           | 2             | USA       | 2 | 3           |             |             | 1 | Italien             | 0                   |                     |       |  |
|  | 2             | USA           |               |           |   |             |             |             | 1 | Italien             | 0                   |                     |       |  |
|  | 7             | Brasilien     | 1             |           |   | 2           | USA         | 3           |   |                     |                     |                     |       |  |

#### Kvartsfinaler
| 5 augusti 2024 Paris Expo Porte de Versailles, Paris Speltid: 2:01 - Åskådare: 9 274 | Slovenien | 1 - 3 | Polen     | 20-25, 26-24, 19-25, 20-25        |
| 5 augusti 2024 Paris Expo Porte de Versailles, Paris Speltid: 2:41 - Åskådare: 9 166 | Italien   | 3 - 2 | Japan     | 20-25, 23-25, 27-25, 26-24, 17-15 |
| 5 augusti 2024 Paris Expo Porte de Versailles, Paris Speltid: 2:09 - Åskådare: 9 405 | Frankrike | 3 - 2 | Tyskland  | 18-25, 26-28, 25-20, 25-21, 15-13 |
| 5 augusti 2024 Paris Expo Porte de Versailles, Paris Speltid: 2:06 - Åskådare: 9 346 | USA       | 3 - 1 | Brasilien | 26-24, 28-30, 25-19, 25-19        |

#### Semifinaler
| 7 augusti 2024 Paris Expo Porte de Versailles, Paris Speltid: 2:27 - Åskådare: 9 333 | Polen   | 3 - 2 | USA       | 25-23, 25-27, 14-25, 25-23, 15-13 |
| 7 augusti 2024 Paris Expo Porte de Versailles, Paris Speltid: 1:26 - Åskådare: 9 547 | Italien | 0 - 3 | Frankrike | 20-25, 21-25, 21-25               |

#### Match om tredjepris
| 9 augusti 2024 Paris Expo Porte de Versailles, Paris Speltid: 1:43 - Åskådare: 9 376 | Italien | 0 - 3 | USA | 23-25, 28-30, 24-26 |

#### Final
| 10 augusti 2024 Paris Expo Porte de Versailles, Paris Speltid: 1:24 - Åskådare: 9 233 | Frankrike | 3 - 0 | Polen | 25-19, 25-20, 25-23 |

## Slutplaceringar
| Pos | Lag       |
| --- | --------- |
|     | Frankrike |
|     | Polen     |
|     | USA       |
| 4.  | Italien   |
| 5.  | Slovenien |
| 6.  | Tyskland  |
| 7.  | Japan     |
| 8.  | Brasilien |
| 9.  | Serbien   |
| 10. | Kanada    |
| 11. | Argentina |
| 12. | Egypten   |

## Individuella utmärkelser
| Utmärkelse              | Namn              | Lag       |
| ----------------------- | ----------------- | --------- |
| Mest värdefulla spelare | Earvin N'Gapeth   | Frankrike |
| Bästa passare           | Antoine Brizard   | Frankrike |
| Bästa högerspiker       | Jean Patry        | Frankrike |
| Bästa vänsterspiker     | Earvin N'Gapeth   | Frankrike |
| Bästa vänsterspiker     | Trévor Clévenot   | Frankrike |
| Bästa center            | Jakub Kochanowski | Polen     |
| Bästa center            | Taylor Averill    | USA       |
| Bästa libero            | Jenia Grebennikov | Frankrike |